# وهدة بدائية
الوهدة البدائية (بالإنجليزية: Primitive pit)‏ هي انخفاض في مركز العقدة البدائية والتي ترتبط مع الحبل الظهري. تتكون الوهدة البدائية من جزء من التلم البدائي.